# Anna Odine Strøm
Anna Odine Strøm (Alta, 17 aprile 1998) è una saltatrice con gli sci norvegese.

## Biografia
La Strøm, attiva in gare FIS dal febbraio del 2012, ha esordito in Coppa del Mondo il 7 dicembre 2013 a Lillehammer (34ª) e ai Campionati mondiali a Falun 2015, dove si è classificata 25ª nel trampolino normale. Il 20 gennaio 2019 ha ottenuto a Zaō il primo podio in Coppa del Mondo (2ª); ai successivi Mondiali di Seefeld in Tirol 2019 ha vinto la medaglia di bronzo nella gara a squadre e nella gara a squadre mista ed è stata 9ª nel trampolino normale, mentre a quelli di Oberstdorf 2021 ha vinto la medaglia di bronzo nella gara a squadre e si è classificata 19ª nel trampolino normale e 27ª nel trampolino lungo. Ai XXIV Giochi olimpici invernali di Pechino 2022, suo esordio olimpico, si è piazzata 15ª nel trampolino normale e 8ª nella gara a squadre mista; il 31 dicembre dello stesso anno ha conquistato a Ljubno la prima vittoria in Coppa del Mondo. Ai Mondiali di Planica 2023 ha vinto la medaglia d'argento nella gara a squadre mista, quella di bronzo nel trampolino normale e nella gara a squadre ed è stata 5ª nel trampolino lungo. Ai successivi Mondiali di Trondheim 2025 ha vinto la medaglia d'oro nella gara a squadre e nella gara a squadre mista, quella di bronzo nel trampolino normale e si è classificata 5ª nel trampolino lungo.

## Palmarès

### Mondiali
- 9 medaglie:
  - 2 ori (gara a squadre, gara a squadre mista a Trondheim 2025)
  - 1 argento (gara a squadre mista a Planica 2023)
  - 6 bronzi (gara a squadre, gara a squadre mista a Seefeld in Tirol 2019; gara a squadre a Oberstdorf 2021; trampolino normale, gara a squadre a Planica 2023; trampolino normale a Trondheim 2025)

### Mondiali juniores
- 2 medaglie:
  - 1 oro (gara a squadre mista a Kandersteg/Goms 2018)
  - 1 bronzo (trampolino normale a Kandersteg/Goms 2018)

### Coppa del Mondo
- Miglior piazzamento in classifica generale: 4ª nel 2023
- 22 podi (15 individuali, 7 a squadre):
  - 4 vittorie (3 individuali, 1 a squadre)
  - 11 secondi posti (8 individuali, 2 a squadre)
  - 7 terzi posti (4 individuali, 3 a squadre)

#### Coppa del Mondo - vittorie
| Data             | Località     | Nazione  | Trampolino                                                                  |
| ---------------- | ------------ | -------- | --------------------------------------------------------------------------- |
| 31 dicembre 2022 | Ljubno       | Slovenia | Logarska dolina HS94                                                        |
| 29 gennaio 2023  | Hinterzarten | Germania | Rothaus HS111                                                               |
| 3 febbraio 2023  | Willingen    | Germania | Mühlenkopf HS147 (con Marius Lindvik, Silje Opseth e Halvor Egner Granerud) |
| 18 febbraio 2023 | Râșnov       | Romania  | Valea Cărbunării HS97                                                       |